# جهالت (رمان)
جهالت (به فرانسوی: L'ignorance) دهمین رمان میلان کوندرا نویسنده چک - فرانسوی است؛ که در سال ۱۹۹۹ به زبان فرانسوی نوشته و در سال ۲۰۰۰ چاپ شده‌است.
ترجمه انگلیسی این رمان برنده جایزه اسکات مونکریف شد. مضمون این داستان دربارهٔ مهاجرت، غربت و نوستالژی است. این کتاب در ایران با ترجمه آرش حجازی توسط نشر کاروان منتشر شده است.